# Pere Coromines
 (avril 2025).
Si vous disposez d'ouvrages ou d'articles de référence ou si vous connaissez des sites web de qualité traitant du thème abordé ici, merci de compléter l'article en donnant les références utiles à sa vérifiabilité et en les liant à la section « Notes et références ».
Pere Coromines i Montanya, né à Barcelone le 6 mai 1870 et mort à Buenos Aires le 30 novembre 1939, est un écrivain, homme politique et économiste catalan, époux de la pédagogue Célestine Vigneaux et père du philologue Joan Coromines et du mathématicien Ernest Corominas.

## Biographie
Peu après avoir rejoint le parti Union républicaine de Nicolás Salmerón, il obtient une licence en droit à l'université de Barcelone. Au cours de sa jeunesse, il maintient des contacts avec des groupes catalanistes, républicains, modernistes ou même anarchistes, grâce auxquels il fait partie de l'équipe de rédacteur de la revue L'Avenç, et fonde le groupe culturel Foc Nou avec Jaume Brossa i Roger, Alexandre Cortada i Serra et Ignasi Iglésias Pujadas.
Ses relations avec l'anarchisme en font un suspect aux yeux des autorités. Ainsi, lorsque se produit l'attentat de la rue de Canvis Nous durant la procession du Corpus de Santa Maria del Mar en 1896, il est détenu, jugé et condamné à mort lors du procès de Montjuïc, peine finalement commuée en huit ans d'emprisonnement. En 1897 il est condamné à l'exil en France jusqu'à son amnistie par le gouvernement de Sagasta en 1901.
Peu après, il prépare un doctorat en droit et étudie l'économie à l'université de Madrid. Lors de son séjour dans la capitale il engage une campagne pour la révision du procès de Montjuïc, comptant avec le support d'intellectuels comme Miguel de Unamuno et Federico Urales.
En 1903, il retourne à Barcelone pour occuper le poste d'intendant à la mairie de Barcelone. En 1907 il rédige, en collaboration avec le maire Ildefons Sunyol Memoria y proyecto de contrato con el Banco Hispano Colonial. La même année il est membre fondateur de l'Institut d'Estudis Catalans, participant dans un premier temps à la section d'histoire et d'archéologie, puis à partir de 1911 à la section de sciences.
En 1909, il est nommé président de l'Union fédérale nationaliste républicaine et devient directeur du journal politique El Poble Català. Il est élu conseiller municipal de Barcelone aux élections de 1909 et député au Congrès en 1910 et 1914. Cette même année il inspire le  pacte de Sant Gervasi entre l'UFNR et le Parti républicain radical d'Alejandro Lerroux. À la suite de son échec il prend ses distances avec la politique active pendant plusieurs années. À partir de 1916, il exerce en tant qu'avocat et donne des conférences à Madrid. Il est également secrétaire de la Banque de Catalogne.
Durant la dictature de Primo de Rivera, il se consacre à la littérature, collabore à diverses publications comme La Humanitat et Revista de Catalunya, et est nommé président de l'athénée de Barcelone de 1928 à 1930.
À l'avènement de la Seconde République espagnole, il retourne à la vie politique. Son expérience juridique et politique ainsi que le prestige personnel dont il bénéficie amènent Francesc Macià à l'intégrer à la commission de rédaction du Statut d'autonomie de Núria et à le nommer responsable du service de justice et de droit de la Généralité en 1933. Aux élections générales de 1936 il est élu député pour Esquerra Republicana (dans la coalition Front d'Esquerres). Durant la guerre civile, il est nommé commissaire générale des musées de la Généralité. À la fin de la guerre il s'exile à Buenos Aires avec sa famille, où il meurt de maladie peu après.

## Œuvres
- Les presons imaginàries (1899)
- La vida austera (1908)
- Les hores d'amor serenes (1912)
- Les gràcies de l'Empordà (1919)
- Elogi de la civilització catalana (1921)
- Cartes d'un visionari (1921)
- A recés dels tamarius (1925)
- Les dites i facècies de l'estrenu filantrop en Tomàs de Bajalta (trilogie formée de Silèn [1925], Pigmalió [1928] et Prometeu [1934])
- Jardins de Sant Pol (1927)
- La mort de Joan Apòstol (1928)
- Les llàgrimes de sant Llorenç (1929)
- Pina, la italiana del dancing (1933)
- Interpretació del vuit-cents català (1933)
- Del meu comerç amb Joan Maragall (1935)
- El perfecte dandi i altres contes (1940)